# Bolyeria multocarinata
Bolyeria multocarinata är en kräldjursart som beskrevs av den tyske naturalisten Heinrich Boie 1827. Bolyeria multocarinata är en orm som är ensam i släktet Bolyeria som ingår i familjen Bolyeridae. IUCN kategoriserar arten globalt som utdöd. Inga underarter finns listade. Det svenska trivialnamnet Mauritiusboa förekommer för arten.
Arten hade sitt gömställe i bergssprickor som var fyllda med jord. Den jagade troligtvis ödlor.

## Utbredning
B. multocarinata är en utdöd art som var endemisk på Mauritius. Det sista exemplaret sågs 1975 på Round Island, en liten ö drygt 20 kilometer norr om huvudön Mauritius.